# Twist-Knoten (Mathematik)
Im mathematischen Gebiet der Knotentheorie ist ein Twist-Knoten ein durch wiederholtes Twisten eines Unknotens entstandener Knoten. Für jede Anzahl {\displaystyle n} von Halb-Twists gibt es einen Twist-Knoten {\displaystyle T_{n}}. Die Twist-Knoten bilden also eine unendliche Familie von Knoten, neben den Torusknoten werden die Twist-Knoten als die einfachste Familie von Knoten angesehen.

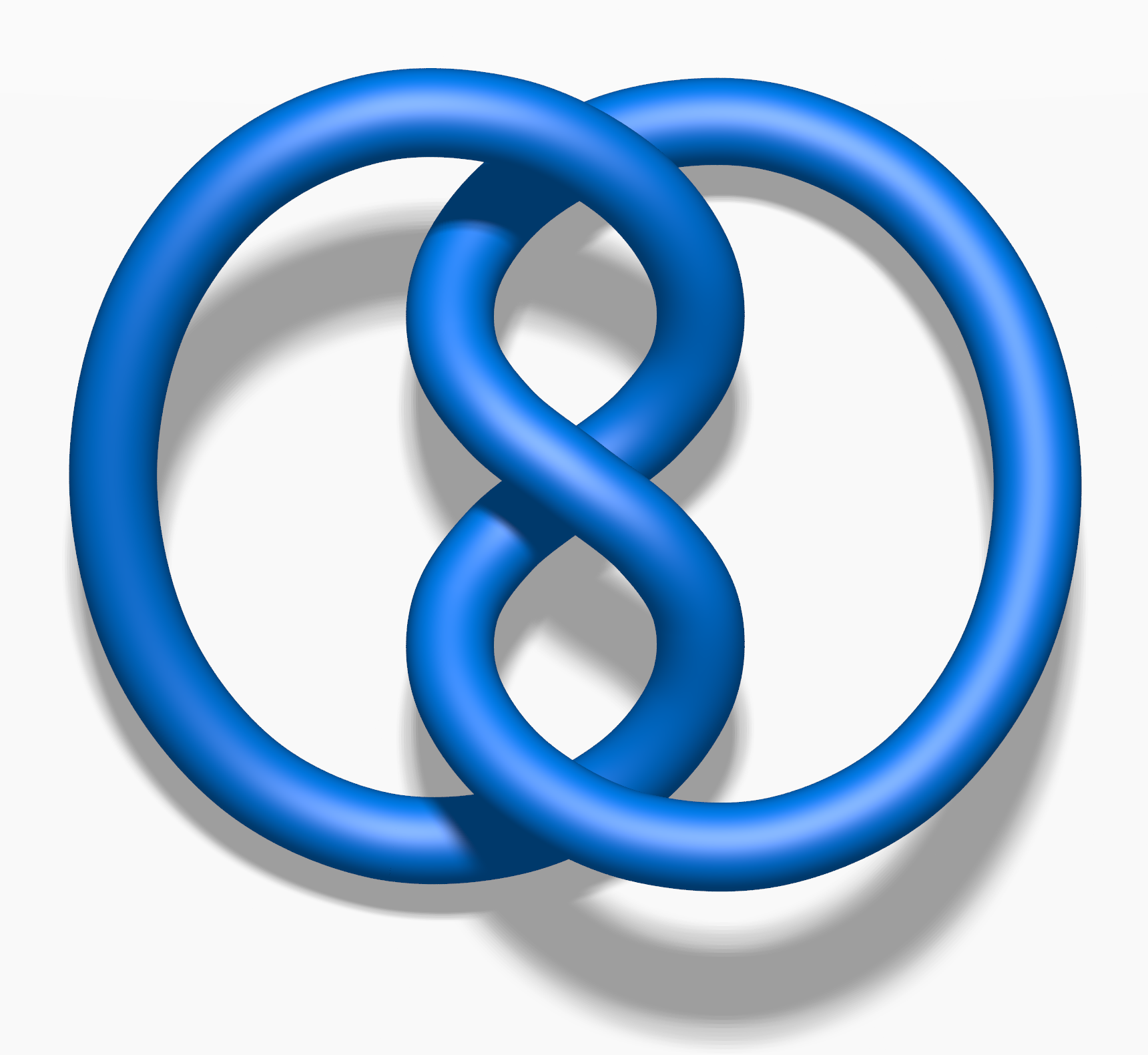
Ein Halb-Twist (Kleeblattschlinge)
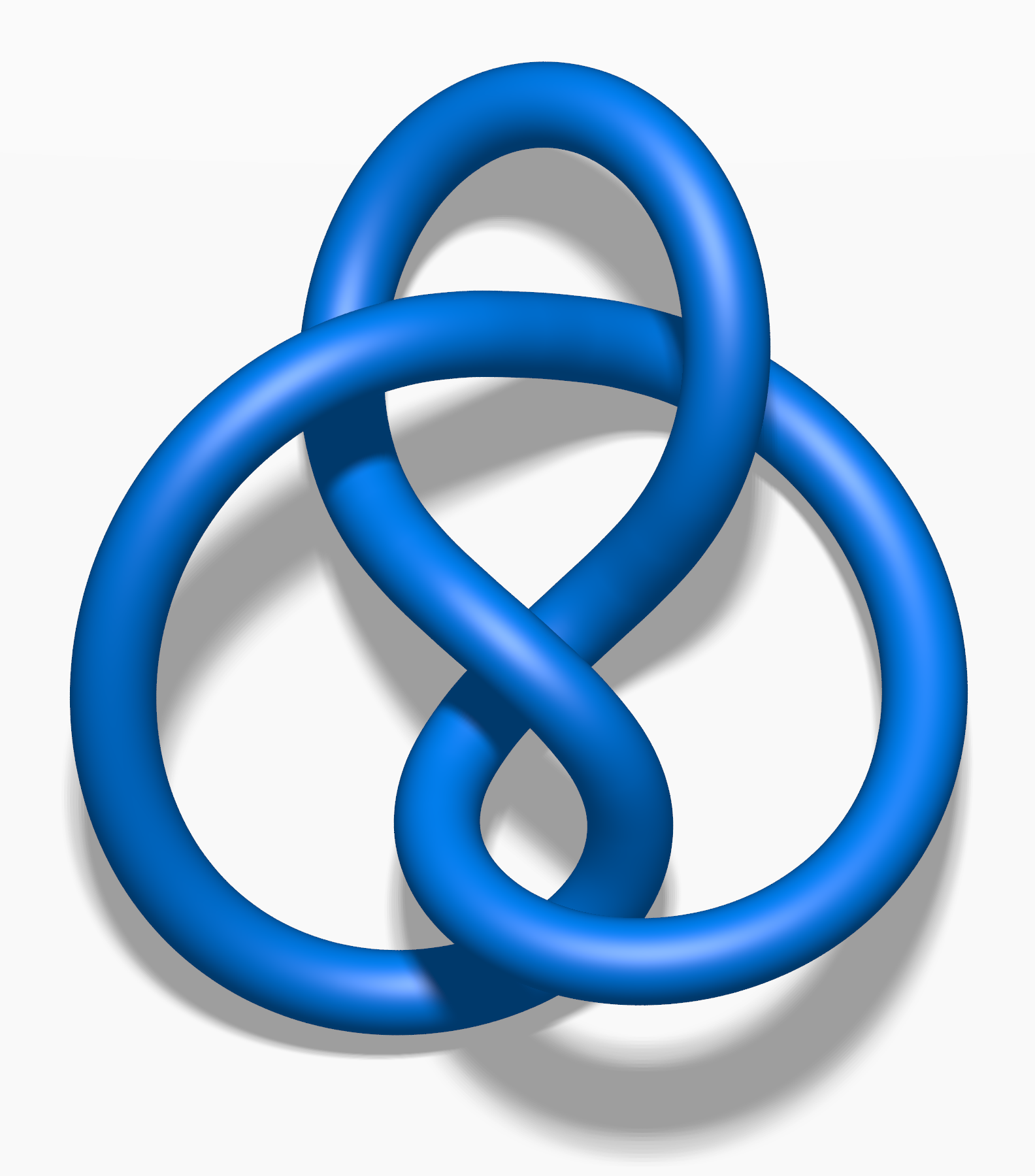
Zwei Halb-Twists (Achterknoten)
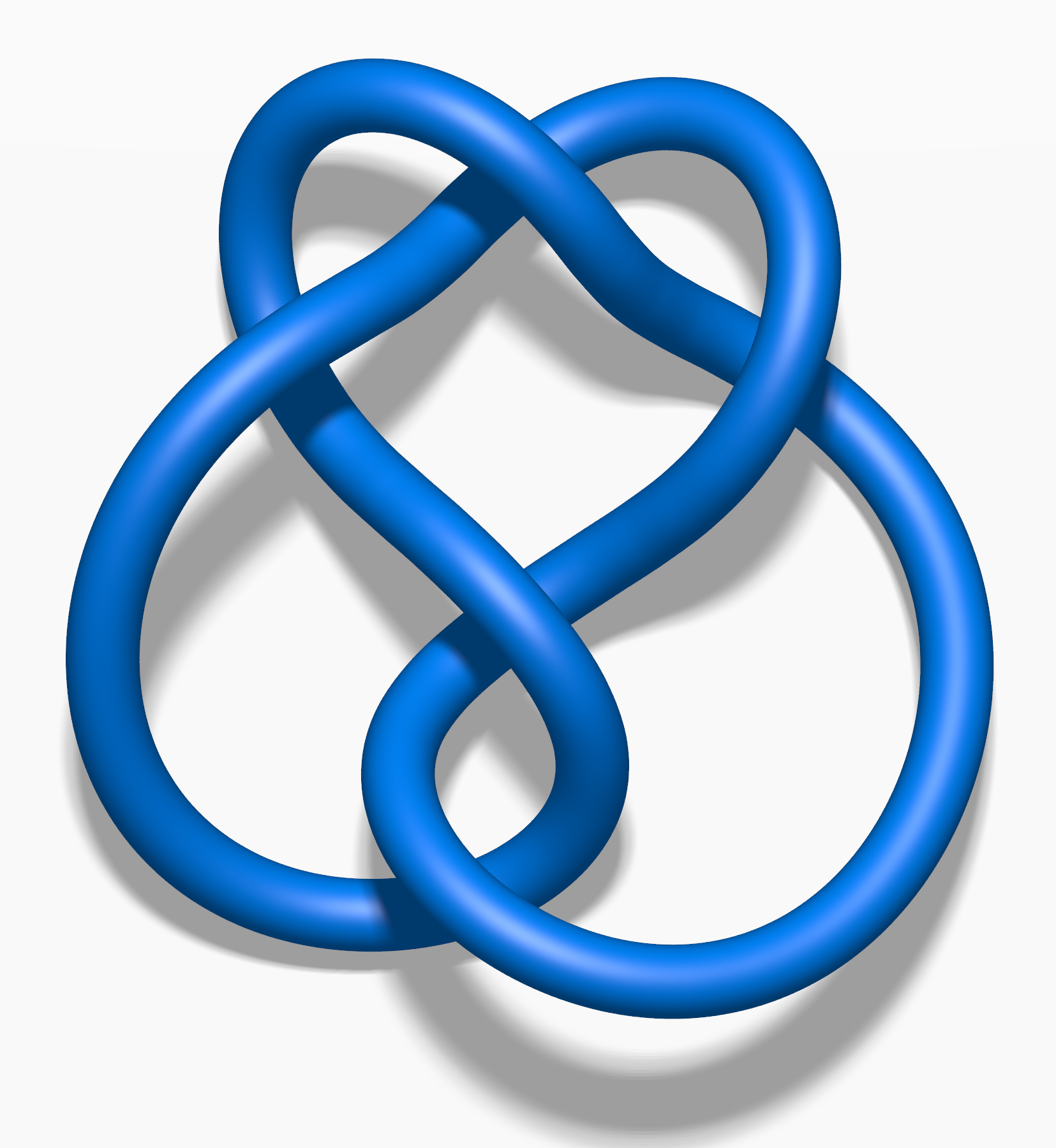
Drei Halb-Twists (52-Knoten)
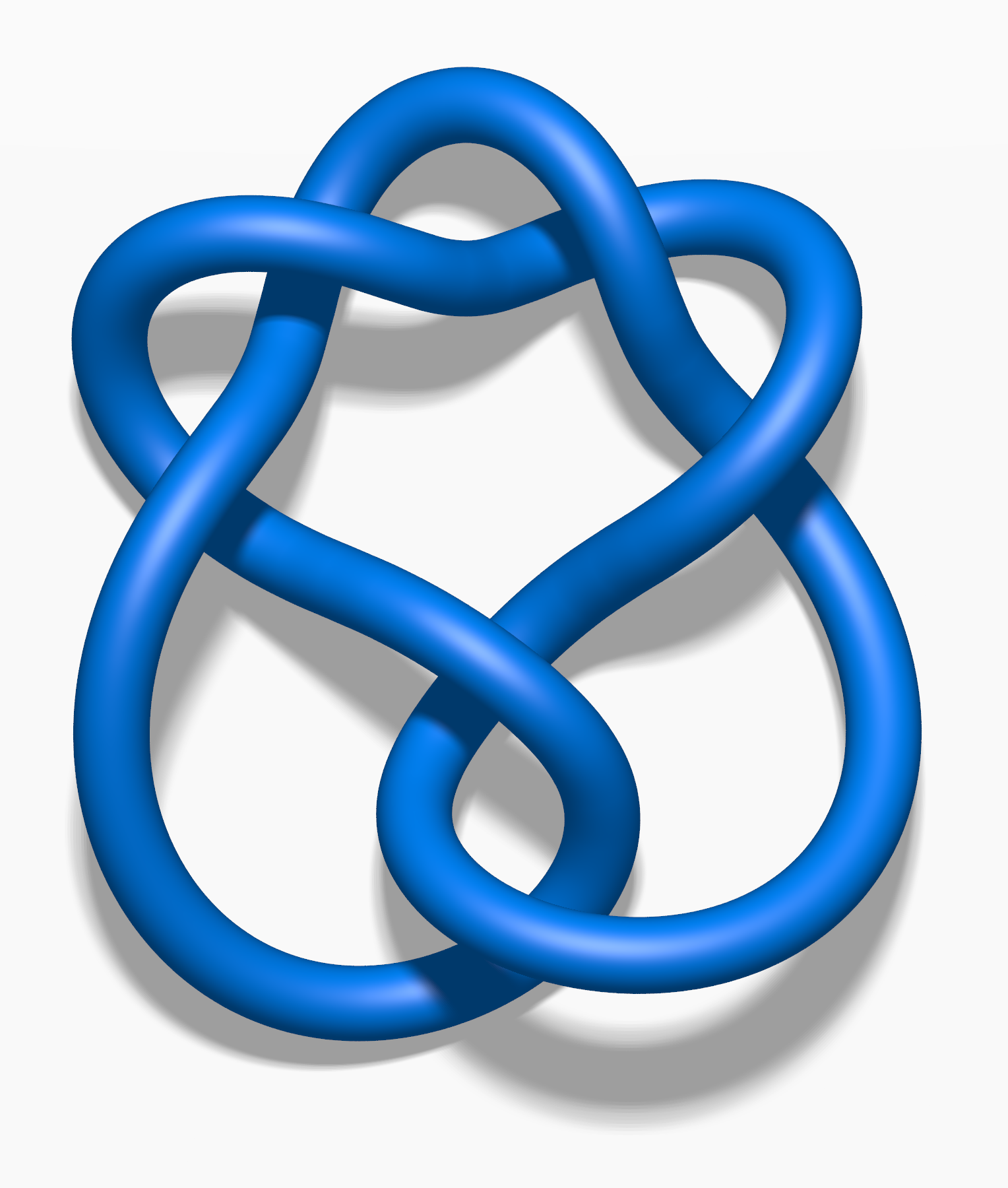
Vier Halb-Twists (Stevedore-Knoten)
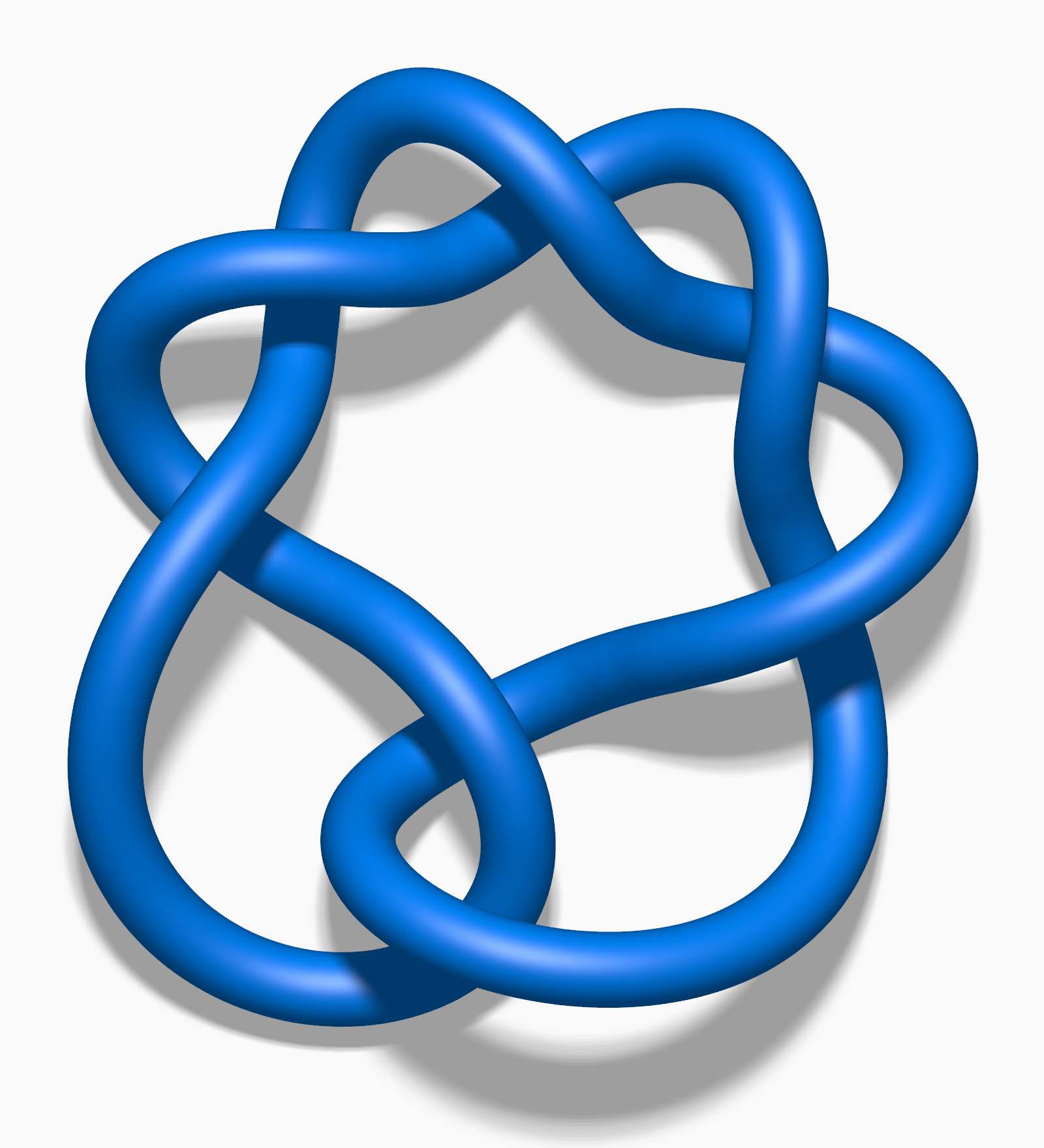
Fünf Halb-Twists (72-Knoten)
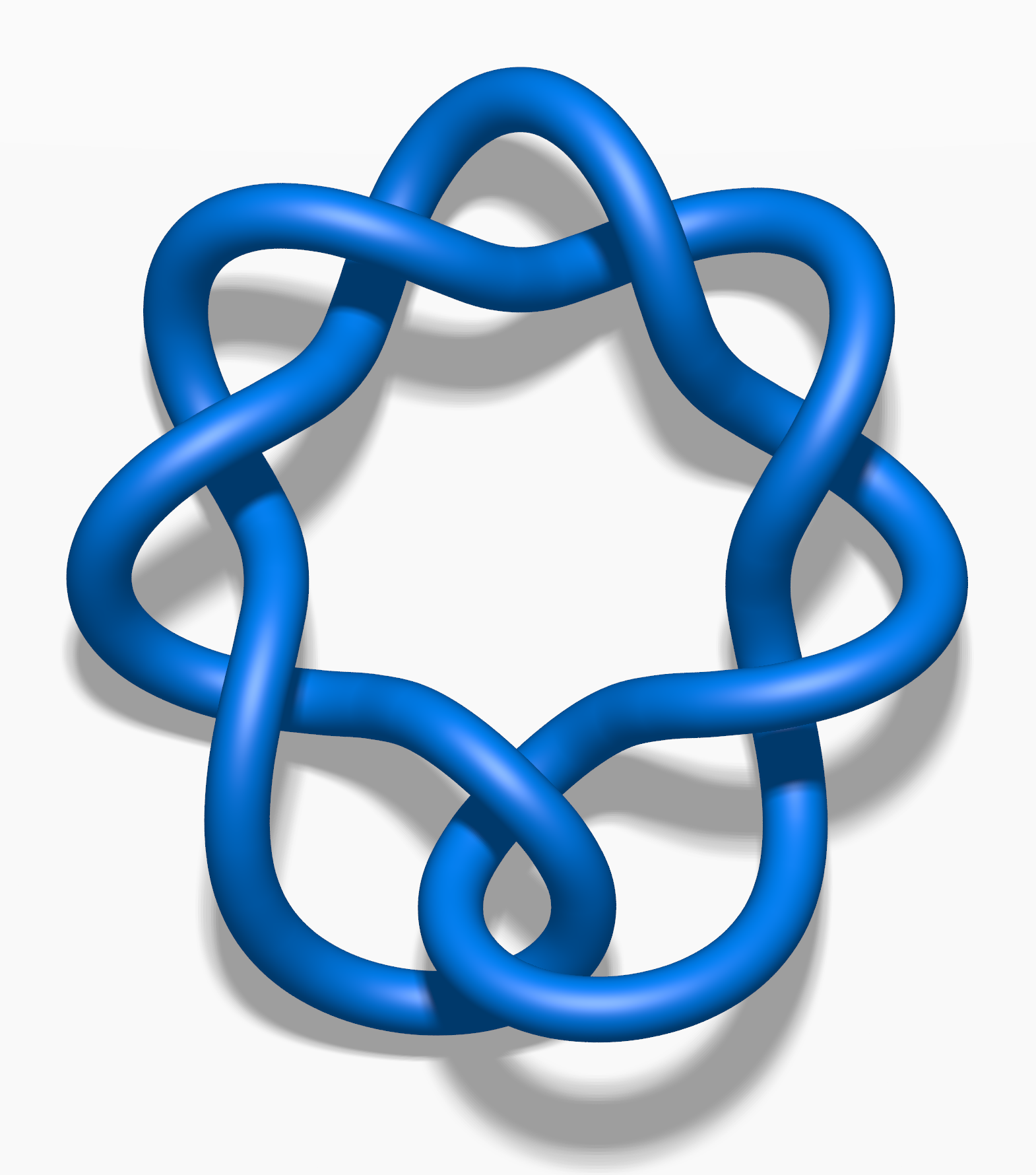
Sechs Halb-Twists (81-Knoten)

Twist-Knoten sind also die Whitehead-Doppel des Unknotens.

## Eigenschaften

Der Stevedore-Knoten entsteht aus einem Unknoten mit vier Half-Twists durch Verschlingen der beiden Enden.

Alle Twist-Knoten haben Entknotungszahl {\displaystyle u(K)=1}, weil der Knoten (wie im Bild rechts) durch Entschlingen der beiden Enden entknotet werden kann.
Twist-Knoten sind spezielle 2-Brücken-Knoten.
Mit Ausnahme der Kleeblattschlinge sind alle Twist-Knoten hyperbolisch.
Nur der Unknoten und der Stevedore-Knoten sind Scheibenknoten.
Die Kreuzungszahl des Twist-Knotens {\displaystyle T_{n}} ist {\displaystyle n+2}.
Alle Twist-Knoten sind invertierbar.
Nur der Unknoten und der Achterknoten sind amphichiral.
Die Knotengruppe von {\displaystyle T_{n}} hat die Präsentierung {\displaystyle \langle a,b\mid aw^{n}=w^{n}b\rangle } mit {\displaystyle w=(ba^{-1}b^{-1}a)^{-1}}.

## Invarianten
Das Alexander-Polynom des Twist-Knotens {\displaystyle T_{n}} ist
{\displaystyle \Delta (t)={\begin{cases}{\frac {n+1}{2}}t-n+{\frac {n+1}{2}}t^{-1}&{\text{wenn }}n{\text{ ungerade ist}}\\-{\frac {n}{2}}t+(n+1)-{\frac {n}{2}}t^{-1}&{\text{wenn }}n{\text{ gerade ist,}}\\\end{cases}}}
und das Conway-Polynom ist
{\displaystyle \nabla (z)={\begin{cases}{\frac {n+1}{2}}z^{2}+1&{\text{wenn }}n{\text{ ungerade ist}}\\1-{\frac {n}{2}}z^{2}&{\text{wenn }}n{\text{ gerade ist.}}\\\end{cases}}}
Für ungerade {\displaystyle n} ist das Jones-Polynom
{\displaystyle V(q)={\frac {1+q^{-2}+q^{-n}-q^{-n-3}}{q+1}},}
und für gerade {\displaystyle n} ist es
{\displaystyle V(q)={\frac {q^{3}+q-q^{3-n}+q^{-n}}{q+1}}.}